# Yomile (cràter)
Yomile és un cràter d'impacte en el planeta Venus de 13,6 km de diàmetre. Porta el nom d'un antropònim baixkir, i el seu nom va ser aprovat per la Unió Astronòmica Internacional el 1997.